# Krystyna Janda
Krystyna Jolanta Janda sinh ngày 18.12.1952 tại Starachowice, Ba Lan, là nữ diễn viên kịch và điện ảnh người Ba Lan.

## Cuộc đời và Sự nghiệp
Bà nổi tiếng trong các vai nữ chính ở các phim của đạo diễn Ba Lan Andrzej Wajda, trong đó có Man of Marble (Człowiek z marmuru, 1976) và Man of Iron (Człowiek z żelaza, 1981).
Năm 1982, bà đóng vai nữ chính trong phim Przesłuchanie (Interrogation) của đạo diễn Ryszard Bugajski, cuốn phim mà mãi 7 năm sau (năm 1989) mới có suất chiếu ra mắt. Dù phát hành muộn màng, vai diễn của bà trong phim này cũng được giới điện ảnh quốc tế hoan nghênh và bà đoạt Giải cho nữ diễn viên xuất sắc nhất tại Liên hoan phim Cannes năm 1990 và Liên hoan phim Ba Lan năm 1990.

## Danh mục phim
- Człowiek z marmuru (1976)
- Pani Bovary to ja (1977)
- Na srebrnym globie (1977)
- Granica (1977)
- Bez znieczulenia (1978)
- Dyrygent (1979)
- Golem (1979)
- W biały dzień (1980)
- Zielony ptak (1980)
- Człowiek z żelaza (1981)
- Mefisto (1981)
- Wojna światów - następne stulecie (1981)
- Avant la bataille (1982)
- Ce fut un bel été (1982)
- Espion, lève - toi (1982)
- Przesłuchanie (1982)
- Bella Donna (1983)
- Stan wewnętrzny (1983)
- To tylko Rock (1984)
- Kochankowie mojej mamy (1985)
- Laputa (1986)
- W zawieszeniu (1987)
- Krótki film o zabijaniu (1988)
- Dekalog II (1988)
- Dekalog V (1988)
- Stan posiadania (1989)
- Kuchnia polska (1991)
- Zwolnieni z życia (1992)
- Pestka (1995)
- Tato (1995)
- Życie jako śmiertelna choroba przenoszona drogą płciową (2000)
- Żółty szalik (2000)
- Weiser (2000)
- Przedwiośnie (2001)
- Superprodukcja (2002)
- Parę osób, mały czas (2005)
- Wróżby kumaka (2005)
- Ryś (2007)
- Tatarak (2009)
- Płynące wieżowce (2009)
- Rewers (2009)

### Loạt phim truyền hình
- Modrzejewska (1989)
- Kuchnia polska (1991)
- Przedwiośnie (2001)
- Męskie-żeńskie (2003-2004)
- Niania (2007)

## Kịch
- Śluby panieńskie (1976) của Aleksander Fredro
- Czajka (1977) của Antoni Czechow
- Biała bluzka (1987) – của Agnieszka Osiecka
- Shirley Valentine (1990) của Willy Russell
- Mała Steinberg (2001 của Lee Hall
- Kto się boi Virginii Woolf (2002) của Edward Albee
- Boska! (2007) của Peter Quilter

## Giải thưởng
- Giải cho nữ diễn viên xuất sắc nhất tại Liên hoan phim Cannes năm 1990